# داستی هیل
داستی هیل (انگلیسی: Dusty Hill؛ زادهٔ ۱۹ مهٔ ۱۹۴۹ - درگذشته ژوئیه ۲۰۲۱) یک موسیقی‌دان اهل ایالات متحده آمریکا بود.او یکی از اعضای گروه سه نفره‌ی زی زی تاپ بود. وی از سال ۱۹۶۶ میلادی مشغول فعالیت بوده‌است.